# 8 és 1/2 nő
A 8 és 1/2 nő (8½ Women) 1999-es angol–holland–luxemburgi–német koprodukcióban készült filmdráma, Peter Greenaway rendezésében. A cím Federico Fellini 8½ című filmjére utal.

## Cselekménye
|  | Alább a cselekmény részletei következnek! |

Contents
Grafikon
Philip Emmenthalnak a gazdag üzletembernek meghal a felesége. Fiával, Storeyval, elhatározzák, hogy háremet alakítanak ki, genfi otthonukban. Ebből a célból egyéves szerződést kötnek nyolc (és fél) nővel. 8½ című film hatására döntenek a a szeretőik számáról. Philip kedvencébe, Palmirába beleszeret Storey, de ő nem kapja meg a lány kegyeit, függetlenül a szerződéstől. Philip meghal, az ágyasok szerződései lejárnak, és Storey egyedül marad Giuliettával és persze a pénzzel és a házakkal.
|  | Itt a vége a cselekmény részletezésének! |

## Szereplők
| Szerep                   | Színész              | Magyar hangja (1. szinkron) |
| ------------------------ | -------------------- | --------------------------- |
| Philip Emmenthal         | John Standing        | Rajhona Ádám                |
| Storey Emmenthal         | Matthew Delamere     | Schnell Ádám                |
| Kito                     | Vivian Wu            | Nyírő Beáta                 |
| Clothilde                | Barbara Sarafian     | Vennes Emmy                 |
| Palmira                  | Polly Walker         | Kovács Nóra                 |
| Simato                   | Shizuka Inoh         | N/A                         |
| Griselda/Concordia nővér | Toni Collette        | N/A                         |
| Beryl                    | Amanda Plummer       | N/A                         |
| Giaconda                 | Natacha Amal         | N/A                         |
| Mio                      | Kirina Mano          | N/A                         |
| Giulietta/fél nő         | Manna Fujiwara       | N/A                         |
| Celeste                  | Elizabeth Berrington | N/A                         |
| Marianne                 | Myriam Muller        | N/A                         |
| Simon                    | Don Warrington       | N/A                         |
| Amelia                   | Claire Johnston      | N/A                         |

## Fordítás
- Ez a szócikk részben vagy egészben  a(z)   8½ Women című angol Wikipédia-szócikk fordításán alapul.  Az eredeti cikk szerkesztőit annak laptörténete sorolja fel. Ez a jelzés csupán a megfogalmazás eredetét és a szerzői jogokat jelzi, nem szolgál a cikkben szereplő információk forrásmegjelöléseként.